# 倫敦纜車
倫敦纜車（英語：London Cable Car），現冠名為「IFS雲端纜車」（IFS Cloud Cable Car），別名「吊車」（the Dangleway），是英國倫敦一條橫跨泰晤士河的架空索道，由奧地利多貝瑪亞-格拉文達集團承建，建造成本約6000萬英鎊。本纜車線由倫敦交通局營運，於2012年6月28日開通，自此一直由阿聯酋航空冠名贊助，稱為阿聯酋航空空中纜車，直至2022年6月28日贊助合約到期後，阿聯酋航空不再續約為止。本纜車線自2022年10月20日起由軟件商IFS AB冠名贊助。
纜車路線全長0.62英里（1.00），連接格林威治半島和位於倫敦展覽中心西邊的皇家維多利亞船塢。和哥倫比亞麥德林都市纜車一樣，倫敦纜車屬於单线循环脱挂式索道，僅使用一條運載索牽引和承載吊廂。雖然更複雜的三線纜車技術能承載更大的吊廂，但单线循环脱挂式索道的興建成本更便宜，興建時間也更短。。纜車服務的廣告稱遊客可以在吊廂以獨特的視角觀賞倫敦的景色。

## 歷史

### 早期構思
1990年代末，英國政府決定興建千禧巨蛋，並舉行「千禧經驗」展覽會，以慶祝第三個千禧年，並決定把展覽會定位為「無車活動」，以免參加者乘車湧入巨蛋，造成嚴重的交通擠塞；在格林威治半島和泰晤士河北岸之間興建纜車的構想亦因此而產生。按照原計劃，「子午線纜車」起自碼頭區輕便鐵路東印度站（塔村區），止於千禧巨蛋；倫敦碼頭區開發公司於1997年初首次聽取有關纜車計劃的簡報。
工程預計耗資800萬英鎊，負責的企業將購置23個吊廂，每個吊廂可容納15人，乘客坐完全程只需3分鐘。纜索離水面不多於80米，落成後每小時單向載客量可達2,500人次。北段工程的規劃在1997年12月獲倫敦碼頭區開發公司通過，這是該公司解散前所做出的最後一批決定之一。該項目原訂於1999年10月落成，但負責籌備「千禧經驗」展覽會的公司認為只有2%的參展者會乘坐纜車前往巨蛋，結果項目因為無法取得足夠的資金而告吹。

### 規劃階段
倫敦交通局在2010年7月4日宣布興修一座橫渡泰晤士河的纜車的計劃。這座纜車是英國首座市區纜車。纜車系統由威爾金森艾爾建築事務所、遠征工程和標赫設計，當纜車橫渡泰晤士河時，纜車距離河面的最高高度是90（300英尺），比附近的O2體育館更高。纜車每15秒一班，這使纜車的每小時單向載客量達到2500人次，相等於50班巴士每小時的載客量。乘客既可以攜帶單車，登上纜車，也可以使用Oyster卡繳付車費。

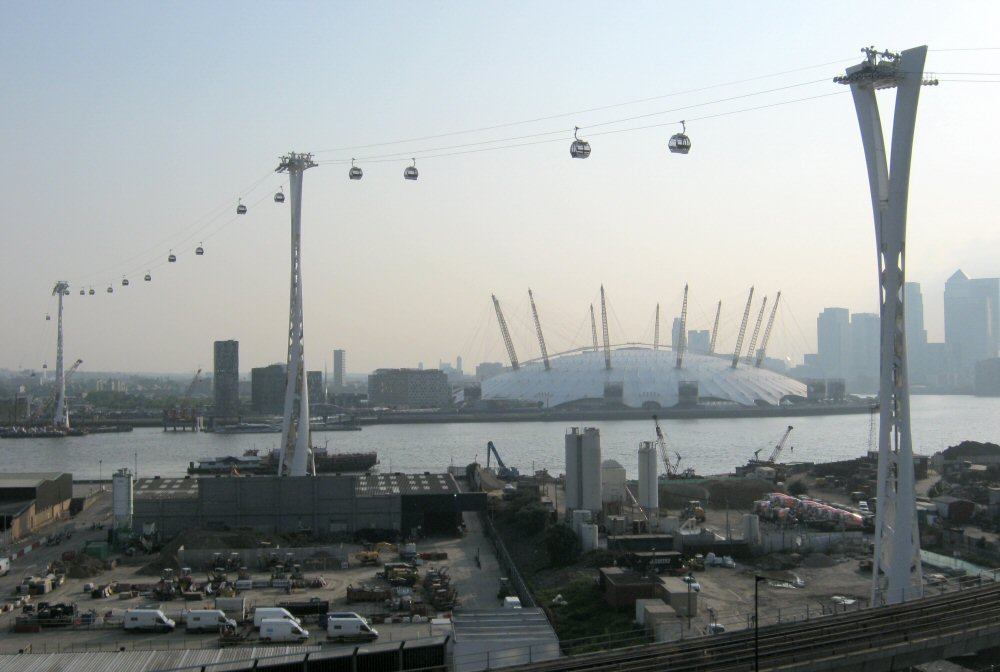
從泰晤士河北岸遠望纜車系統三座纜塔

2010年10月，紐漢倫敦自治市當局收到一份規劃申請書，內容為「興建一座由北胡列治半島到皇家維多利亞船塢，橫渡泰晤士河，全長1,100（3,600英尺），距離大潮平均高潮位的最低高度為54.1（177英尺）的纜車系統」。申請書列舉了纜車系統擬於泰晤士河北岸建設的建築，即是一座位於克萊德碼頭（Clyde Wharf），高87（285英尺）的北方主支撐塔、一座高66（217英尺），大概位於碼頭區輕軌鐵路景寧鎮站與銀城西站之間的路段以南的北部中轉塔、一座兩層高的纜車站和一個位於皇家維多利亞船塢的「船隻衝擊保護」裝置。位於泰晤士河以南的主支撐塔高於85（279英尺），而纜車系統則會在O2的停車場設站。
倫敦交通局宣布修建纜車之初，預計工程開支達2500萬英鎊，並宣稱會完全藉著私營機構融資計劃得出工程開支。後來工程開支上調到4500萬英鎊，及至2011年9月，工程開支已達6000萬英鎊，比原來的預算開支多出兩倍；據英國廣播公司報導，開支增加的原因是倫敦交通局沒有考慮到法律諮詢、工程管理、徵收土地等項目的成本。倫敦交通局計劃從倫敦鐵路的預算款項出資、向歐洲區域發展基金申請撥款，並招募贊助商，以彌補纜車工程經費的不足。工程開支折合6556萬歐元，而歐盟委員會則於2012年7月9日批出一項撥款，由歐洲區域發展基金出資970萬歐元補貼纜車工程的經費。
新聞國際公司曾在2011年1月提出贊助纜車項目，之後卻收回提議。倫敦交通局在2011年10月宣布就纜車項目與總部設於杜拜的阿聯酋航空簽訂3600萬英鎊，為期十年的冠名贊助合約。

### 興建工程

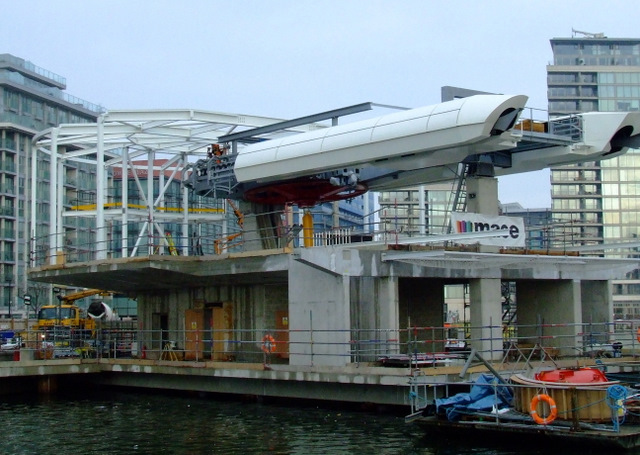
興建中的東北纜車總站鄰近皇家維多利亞船塢（攝於2012年2月）

纜車在2011年8月動工，其中邁升集團是主要的承建商。邁升集團興建纜車，可得到4500萬英鎊的報酬，該公司又會在通車後首三年營運纜車系統，獲得550萬英鎊的報酬。倫敦交通局申明，纜車成本當中，有3600萬英鎊可以從早期建設資金和阿聯酋航空的贊助收回；其餘成本則由車費彌補。這座纜車系統是歷來造價最昂貴的纜車系統。

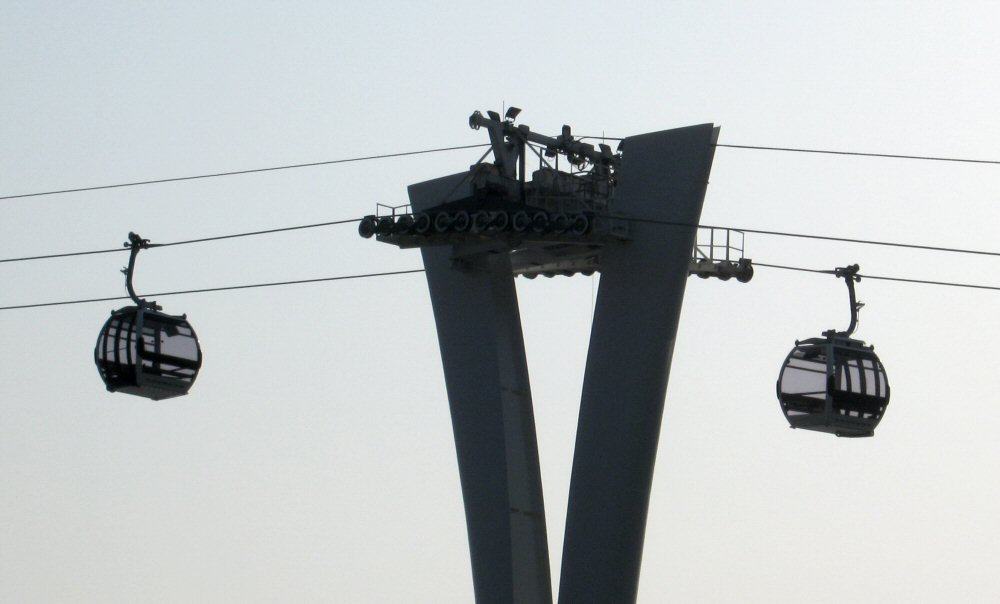
兩部纜車開到北部中轉塔附近

2012年5月，倫敦交通局稱，纜車準備在2012年夏季通車，供民眾乘搭，又說當局本來沒有計劃令纜車在2012年奧運會開幕之前通車，不過萬一纜車通車日的確早於奧運會開幕日，他們將有應對計劃纜車在2012年6月28日中午12時（英國夏令時間）開放載客。倫敦交通局報稱，纜車項目總成本為6000萬英鎊，當中4500萬英鎊用於興建工程。局方又估計纜車每小時可以接載2500人次。
纜車車隊共有34部同時運作的纜車，每部纜車最多可以容納10人。

### 贊助

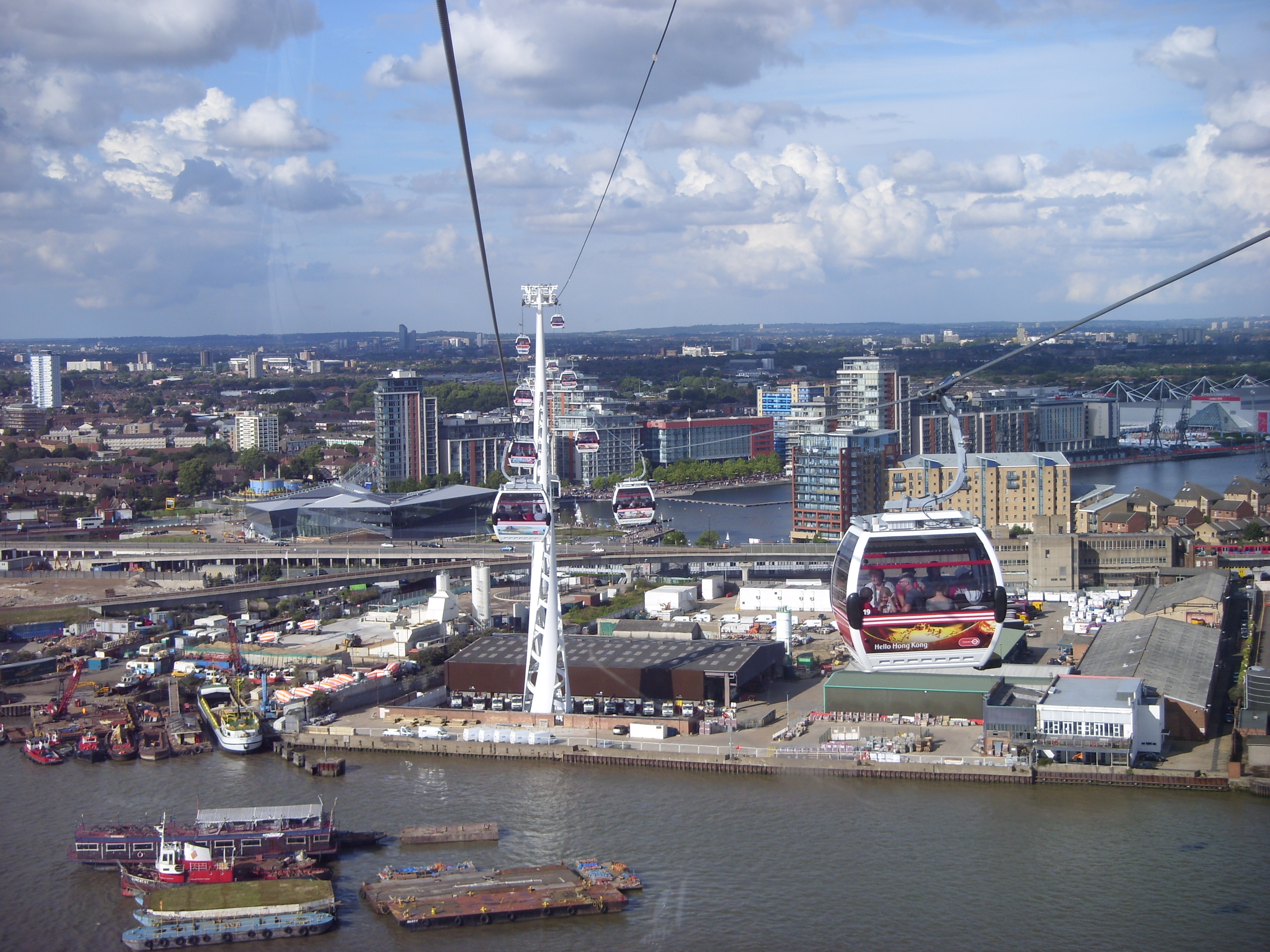
從纜車俯瞰倫敦展覽中心

2012年6月，倫敦地鐵路線圖加入象徵阿聯酋航空空中纜車的線段，並首次顯示贊助商的標誌。和象徵碼頭區輕軌鐵路的線段相似的是，表示纜車線路的是三條狹長紅線，而不是實線，以區別纜車和倫敦地鐵線路。纜車的官方標誌是一個紅色卷邊形圖案，內有阿聯酋航空的商標和倫敦交通局的圓標，以表示航空公司贊助纜車運作。和倫敦眼的市場推廣一樣，纜車班次稱作「航班」（flight），而宣傳用詞也仿效航空公司，例如把車票稱為「登車證」（boarding passes，英文同登機證）。
阿聯酋航空於2021年宣布不會延長總值3600萬鎊的贊助合約，然而倫敦交通局即使把贊助費調低到900萬鎊以下，也無法在2022年6月合約期滿之前為纜車吸引任何贊助商。直至2022年9月，倫敦交通局才宣布和瑞典軟件商IFS AB簽署為期五年的贊助合約，自10月起生效，IFS每年將支付42萬英鎊的贊助費，以取得纜車線的冠名權。兩年後雙方可以決定是否繼續履行合約。倫敦交通局曾在2022年8月和寶可夢系列合作，用寶可夢主題佈置車廂和車站設施，新合約的條款也容許倫敦交通局和其他贊助商進行短期合作，改變纜車的主題佈局。雖然纜車的贊助收入比之前減少了88%，但倫敦交通局指出纜車業務仍然能夠賺取利潤。

## 車費
自纜車通車以來，纜車單程登車證售價為£4.30，而按用量收費類（Pay as you go）Oyster卡車費則為£3.20，如果乘客擁有有效的Travelcard或者自由通行卡，他們可以享有的車費優惠和按用量收費類Oyster卡用戶所享有的一樣（纜車的票務系統尚未和倫敦交通局票務系統完全整合）。為了鼓勵乘客乘搭纜車，以作通勤之用，當局推出「常客」車票，提供更多車費優惠，並容許「常客」車票持有者在12個月以內乘搭纜車10次。倫敦議會和自由民主黨均呼籲當局把纜車和其他倫敦公共交通工具的票務系統完全整合起來。
|      | 現金單程車費 | Oyster卡或Travelcard用戶 | 「常客」車費 |
| ---- | ------------ | ------------------------ | ------------ |
| 成人 | £4.30        | £3.20                    | £16.00       |
| 小童 | £2.20        | £1.60                    | 不適用       |

## 車站

### 皇家船塢站
纜車線北端為皇家船塢站（51°30′28″N 0°01′04″E / 51.5077°N 0.0178°E），位於皇家船塢，即2012年倫敦奧運會柔道、跆拳道、拳擊、舉重比賽賽場倫敦展覽中心的所在地。距離本站最近的碼頭區輕鐵站是皇家維多利亞站。

### 格林威治半島站
纜車線南端為格林威治半島站（51°29′59″N 0°00′30″E / 51.4998°N 0.0083°E），鄰近2012年倫敦奧運會藝術體操和籃球比賽的賽場O2體育館。距離本站最近的地鐵站是北格林威治站，而距離本站最近的水上巴士站則為北格林威治碼頭。

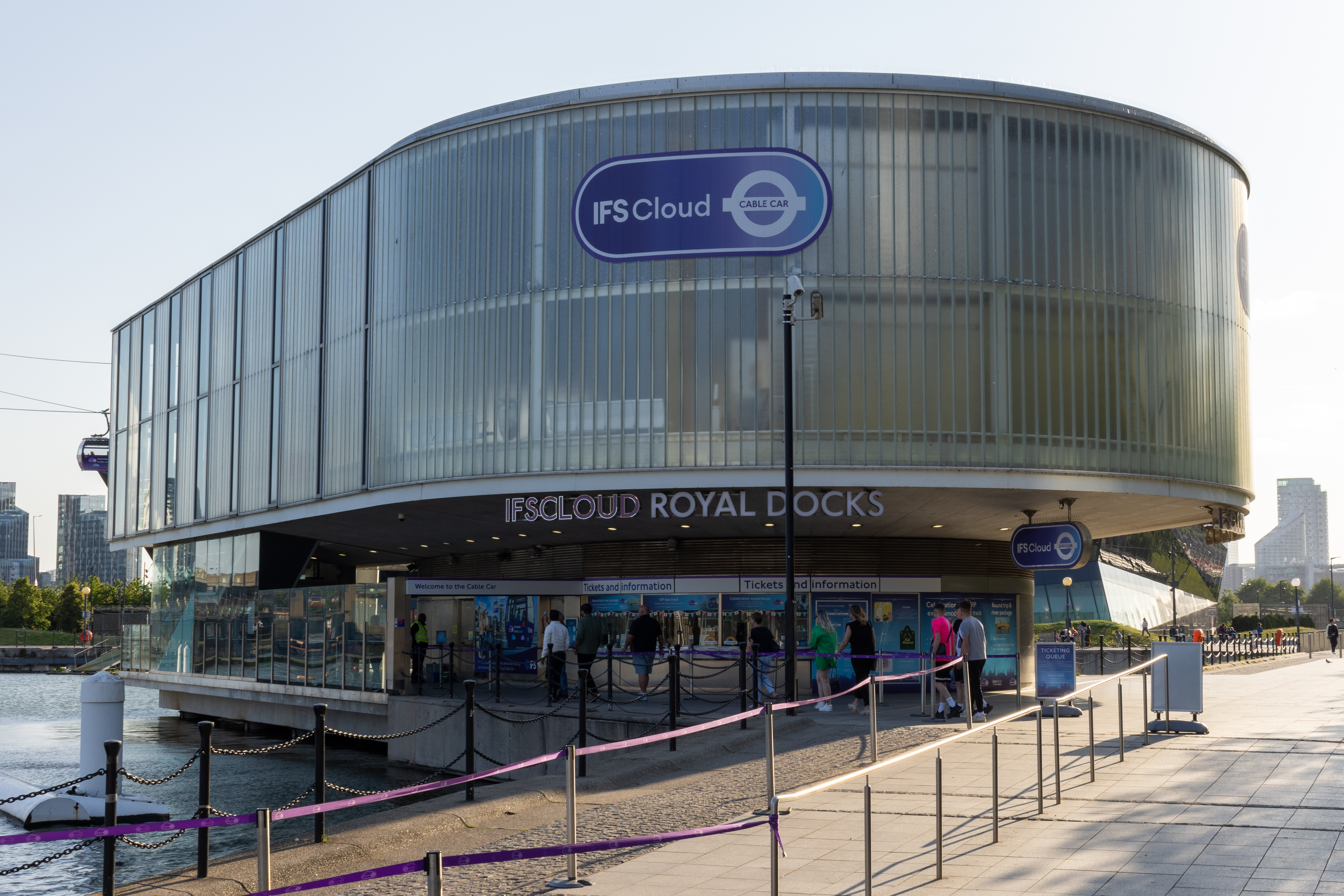
皇家船塢站（2023年）
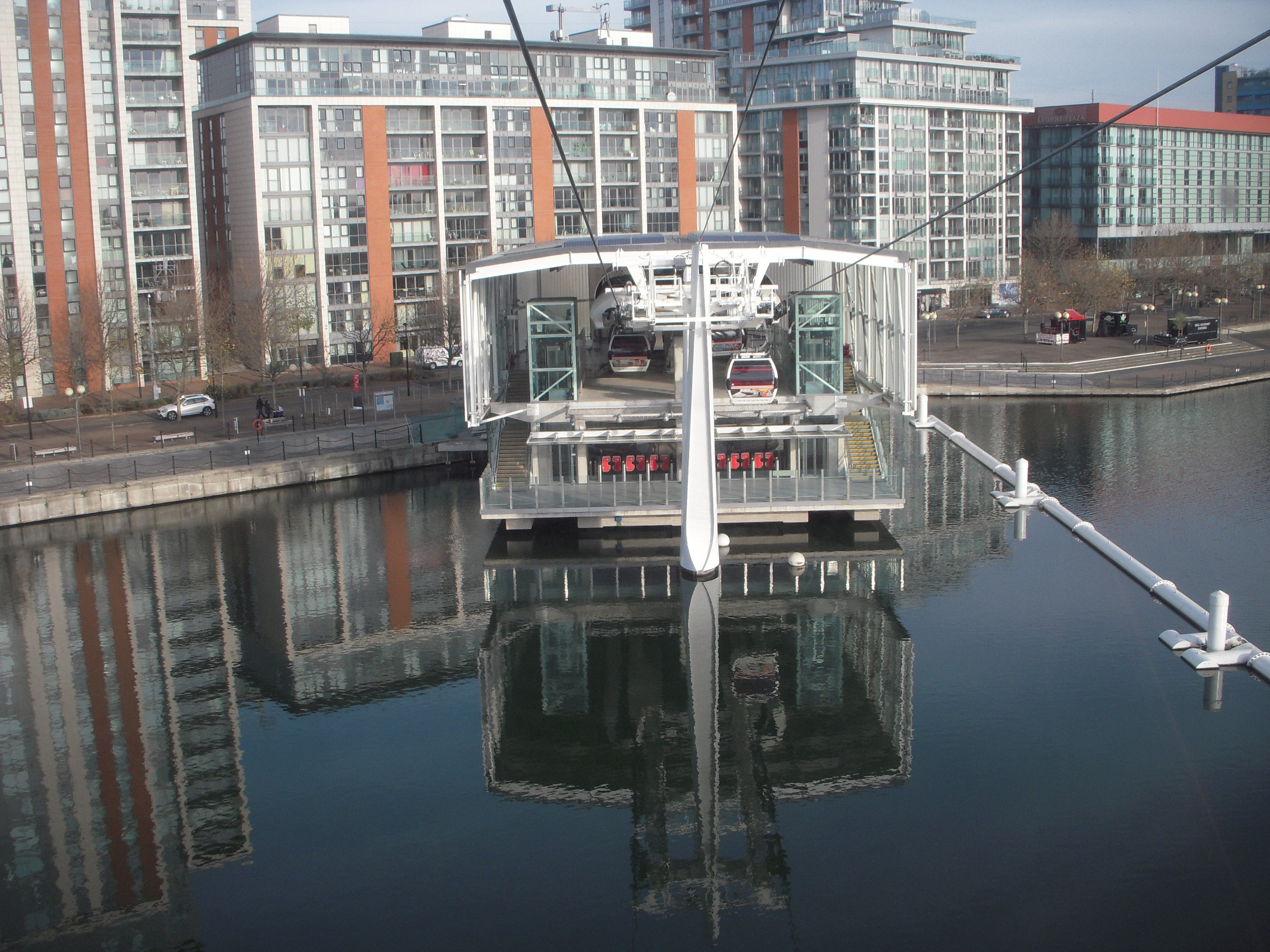
從纜車車廂俯瞰皇家船塢站
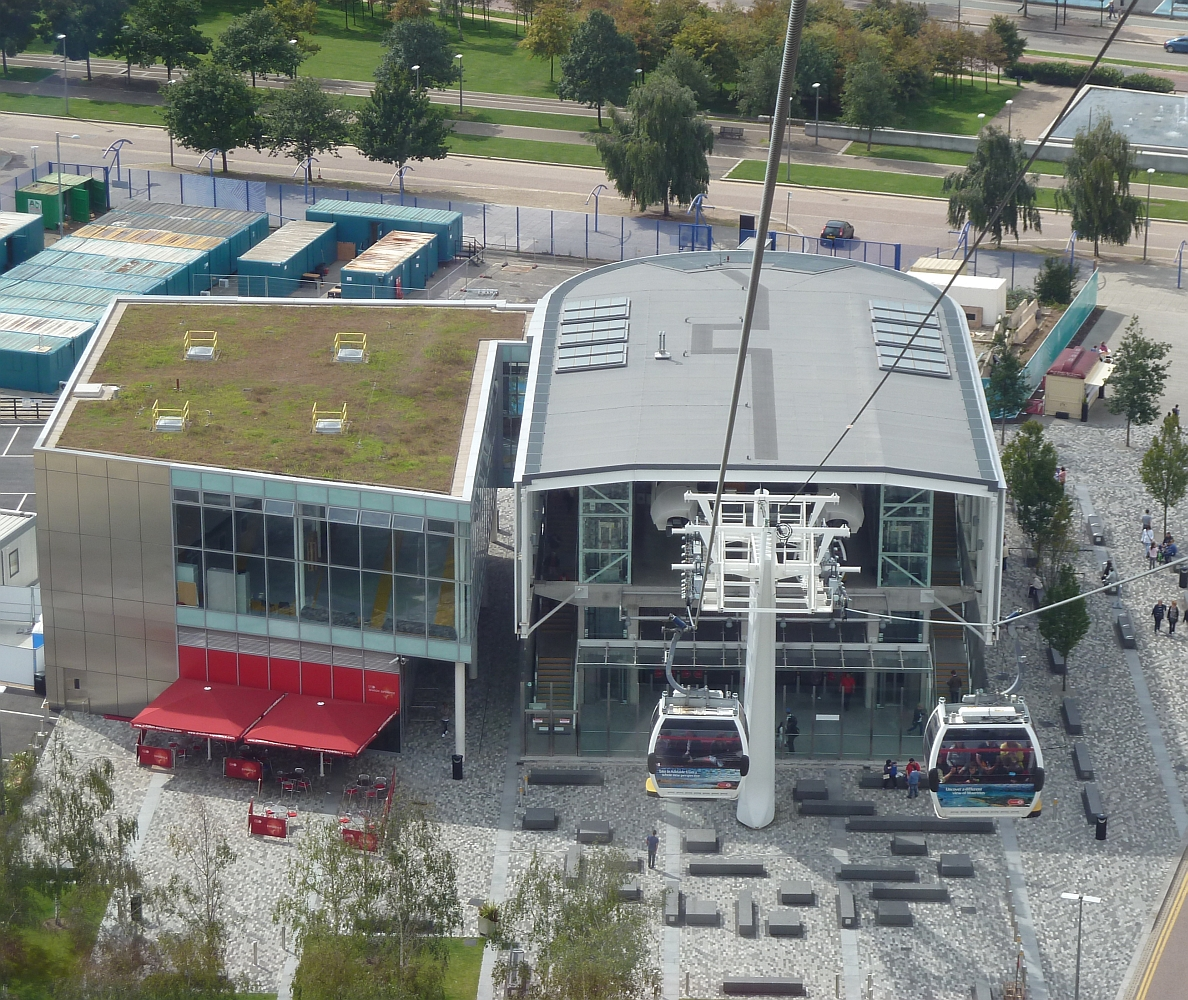
從纜車車廂俯瞰格林威治半島站
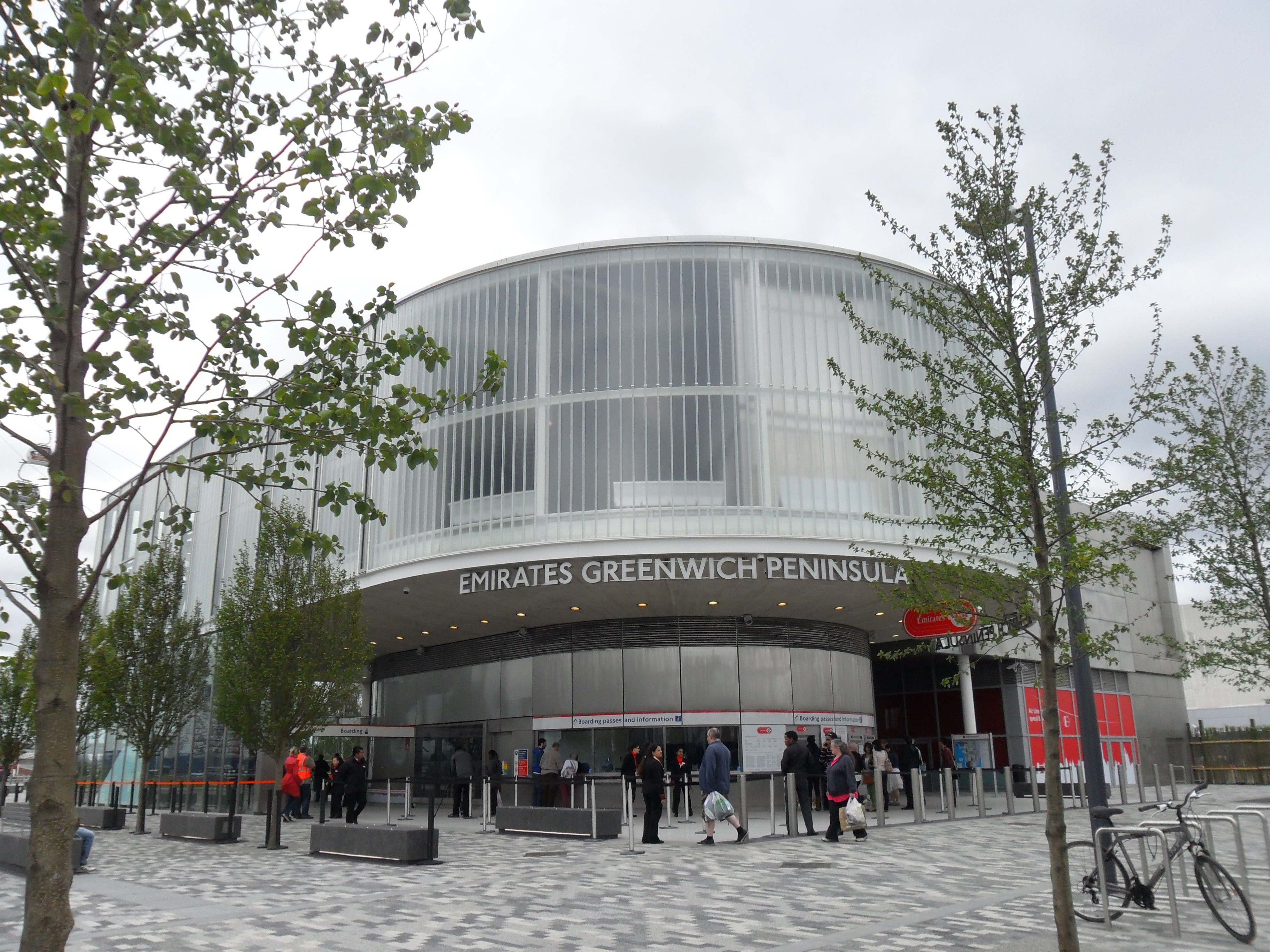
格林威治半島站（2012年）

## 載客數據
索道自通車以來，至2013年2月9日為止，已接載1,815,212人次。2012年9月16日至2013年2月9日期間，每週平均載客量的平均數達到31,601人次，而每週平均載客量的中位數則為30,667人次。在此期間，載客量最多的一周在2012年11月3日結束，當週纜車載客量為70,704人次，在統計方面是一個離群值。而載客量最少的一周在2013年2月2日結束，當週纜車僅接載14,755人次。整體來說，這時期載客人次趨降。僅有四名通勤者每週乘搭纜車五次或以上。

## 批評
反對修建纜車者之所以不接受纜車項目，是因為纜車不切合實際需要：在繁忙時間，遊客會使用纜車，但是由於地理位置和成本這些因素，纜車卻難以招徠大批過河的本地人或者通勤者。由於預算超支，納稅人需支付纜車逾2400萬英鎊的成本，使之更受批評。倫敦市長鮑里斯·約翰遜本來說纜車成本不需要納稅人負擔。相比起纜車，提倡步行、騎單車的人更支持在塔橋以東、洛特希（Rotherhithe）和金絲雀碼頭之間興建一座橋樑，以供人們步行過河，或是騎著單車過河，而這個計劃則得到永續運輸促進會贊助。
奧運會過後，纜車乘客數量少於纜車系統總承載量的10%。乘客可以使用為通勤者而設的正規車票乘搭纜車，可是這種車程少於全部車程的0.01%。
纜車興建合約規定，在合約簽訂日期或合約期相關時間點內，若然阿拉伯聯合酋長國沒有與某國建交，則任何來自該國的競標者、該國任何國民、在該國登記、註冊、建立業務者，以及以該國為主要經商地點者不得為纜車項目出資或購買纜車系統的一部分機件。在外交方面，阿聯酋不承認以色列，因此纜車項目便因為禁止以色列出資而備受抨擊。這些條款遭到倫敦議會議員非議，最終倫敦市長約翰遜因此而要求倫敦交通局重寫有關合約。

## 外部連結
- 倫敦交通局關於阿聯酋航空空中纜車的頁面 （页面存档备份，存于）（英文）

51°30′10″N 0°00′42″E / 51.50265°N 0.01165°E